# Christine Boxman-Winkler
Klasina Christina (Christine) Boxman-Winkler (Vianen, 9 januari 1857 – Utrecht, 7 november 1924) was een Nederlands schrijfster.

## Leven
Klasina Christina Winkler werd op 9 januari 1857 in Vianen geboren als tweede kind van Daniël Gualtherus Winkler (1821-1902) en Kornelia Gerarda van Tienhoven (1826-1896), telg uit het geslacht Van Tienhoven. Na een opleiding tot onderwijzeres aan de kweekschool in Arnhem, trouwde zij in april 1880 met de 22-jarige David Wilhelm Hacke. Hacke overleed enkele maanden later, hun dochter Davida Willemina (Wimmy) werd op 1 februari 1881 geboren. In 1886 trad Christine Winkler opnieuw in het huwelijk, nu met de 45-jarige weduwnaar en grootgrondbezitter Daniël Boxman. Het echtpaar vestigde zich op Huize Oudwijk in Utrecht, waar Daniël Boxman in 1897 overleed.
In 1903 verhuisde Christine Boxman-Winkler naar Bussum, waar architect Karel de Bazel voor haar een villa aan de Parklaan had ontworpen. Dochter Wimmy was inmiddels getrouwd met de rijke landeconoom Joannes van Woensel Kooy en het paar had zich gevestigd op het landgoed Oud Bussem, op de grens van Naarden en Huizen. In augustus 1902 was hun eerste kind geboren, Jan Willem. Toen Wimmy in 1903 in verwachting was van hun tweede kind, overleed haar echtgenoot. Dochter Joanna werd een maand later geboren. Christine Boxman-Winkler keerde rond 1910 met dochter en kleinkinderen terug naar Utrecht. In 1914 trouwde Wimmy voor de tweede keer, in 1915 werd haar dochter Christine geboren.
Op 7 november 1924 overleed Christine Boxman op 67-jarige leeftijd te Utrecht. Op haar eigen verzoek werd zij gecremeerd, waarna haar urn werd bijgezet in de grafkapel van de familie Hacke op het landgoed Eikenrode in Loosdrecht. Dichter, schilder en kunsthistoricus Jan Veth, met wie zij decennialang goed bevriend was, schreef een herdenkingsartikel in De Gids.

## Werk
Van Christine Boxman-Winkler verschenen onder het pseudoniem E.S. twee romans: Stille wegen (1898) en Gebroken licht (1905). In Stille wegen doet een alleenstaande vrouw van begin veertig verslag van haar leven tot dan toe, met name van haar zoektocht naar zin en betekenis na het overlijden van haar verloofde. In Gebroken licht treffen we een vergelijkbare vertelsituatie aan, maar hier gaat het om een getrouwde vrouw die vooral op zoek is naar intimiteit en vertrouwelijkheid. Opvallend aan beide romans is de vrijwel volledige afwezigheid van concrete aanduidingen. De gedachten en emoties van de verteller staan steeds centraal.
Lodewijk van Deyssel wijdde aan Stille wegen een uitgebreide, vernietigende kritiek waarin hij de roman ‘een essentieel verkeerd en waardeloos werk’ en de schrijfster ‘een arm, dom en rampspoedig verwaand schepseltje’ noemde. Ook andere critici waren weinig positief over de romans, die geen herdruk beleefden en enkele jaren na verschijnen al weer vergeten waren.
Naast haar romans publiceerde Christine Boxman-Winkler twee korte verhalen, poëzie en een flink aantal beschouwingen en recensies. Aanvankelijk verschenen haar teksten in onder meer De Nieuwe Gids en De Kroniek, vanaf 1915 uitsluitend nog in De Gids. Ze gebruikte daarbij haar eigen naam of de intialen ‘C.B.’ of ‘K.C.W.’ De stelling van Harry G.M. Prick dat ook het pseudoniem ‘Catharina Bruining’ van haar was, lijkt twijfelachtig.
Met name Stille wegen was van invloed op schrijfsters als Carry van Bruggen (Heleen: een vroege winter, 1913), Eva Raedt-de Canter (Geboorte. Roman van een jong leven, 1931) en Clare Lennart (De blauwe horizon, 1936). Lennart schreef ook een uitgebreid essay over de romans van de door haar bewonderde E.S.

## Trivia
- De liberale politicus Gijsbert van Tienhoven, eind negentiende eeuw leider van het naar hem genoemde kabinet-Van Tienhoven, was een oom van Christine Boxman-Winkler.
- De liberale politicus Marten Burkens, in de jaren tachtig van de twintigste eeuw lid van de Eerste Kamer der Staten-Generaal voor de VVD, was een achterkleinzoon van Christine Boxman-Winkler.

- Digitale Bibliotheek voor de Nederlandse Letteren: boxm002
- Nederlandse Thesaurus van Auteursnamen: 129965952
- Virtual International Authority File: 282569869
- WorldCat: E39PBJy8wCVwfJVgqhDtG7RR8C